# Förbundet för pojkar och flickor i Finland
Förbundet för pojkar och flickor i Finland (Suomen poikien ja tyttöjen keskus, PTK) är en centralorganisation i Helsingfors för kristligt ungdomsarbete bland pojkar och flickor.
Förbundet, som bildades 1989 genom sammanslagning av två äldre organisationer, Poikien keskus (grundat 1919) och Tyttöjen keskus (grundat 1966), verkar i nära samarbete med Evangelisk-lutherska kyrkan i Finland, 365 lokalförsamlingar eller samfälligheter är medlemmar i organisationen. Genom sin klubb- och lägerverksamhet når förbundet omkring 70 000 barn i åldern 8–13 år. Omkring 7 000 frivilliga är verksamma som ledare inom organisationen. Tidskriften Joka Poika som grundades av Poikien keskus 1938 och 1985 antog namnet JiiPee har en upplaga om 6 450 exemplar (2005). Förbundet driver Partaharju institut (folkhögskola, grundad 1960, för ledarskolning) och lägerby (grundat 1945) i Pieksänmaa.